# 隼人港
隼人港（はやとこう）は鹿児島県霧島市にある地方港湾。港湾管理者は鹿児島県。浜之市（はまのいち、はまんち）、浜之市港（はまのいちこう）とも呼ばれ、周辺の地名にもなっている。

## 概要
鹿児島湾に面した港湾である。1223年（貞応2年）の記録によると、小渡の津、姫木が浦とも呼ばれていた。江戸時代には浜之市村を名乗り、1889年（明治22年）の町村制施行に伴い西国分村（後の隼人町および霧島市）の大字となった。現在では大字隼人町真孝の一部となっている。近くを国道10号が通っており、湾口部には隼人道路の橋が架かっている。
毎年10月に開催される「きりしま隼人浜下り」では鎧兜を着けた武者行列が鹿児島神宮から浜之市まで練り歩く。パンに薩摩揚げを挟んだ「浜之市バーガー」（はまんちバーガー）が名物となっている。
2015年度の発着数は2隻（27総トン）である。

## 歴史
古くから使われてきた港湾であり、『薩藩旧記雑録』に1548年（天文17年）3月、本田董親の関わる戦乱で土井氏、敷根氏、廻氏らに焼き討ちされたという記録がある。また『上井覚兼日記』には、1583年（天正11年）から1586年（天正14年）にかけて上井覚兼がここから上陸したことが記されている。
文禄年間に島津義久が富隈城を築城するのに合わせて港湾整備が行われた。1704年（宝永元年）には東大寺大仏殿虹梁が寄港している。1866年（慶応2年3月）には坂本龍馬・お龍夫妻がここから上陸して霧島山へ向かった。
明治時代に入っても鹿児島湾北部における交通の要衝であったが、鉄道や道路の発達により現在では静かな漁港となっている。
2000年（平成12年）12月から、鹿児島湾奥部において加治木港の機能を分散させるために隼人港に2,000 トン級貨物船が着岸できる水深5.5 mの岸壁を2バース整備する工事が開始され、2009年度に完成した。

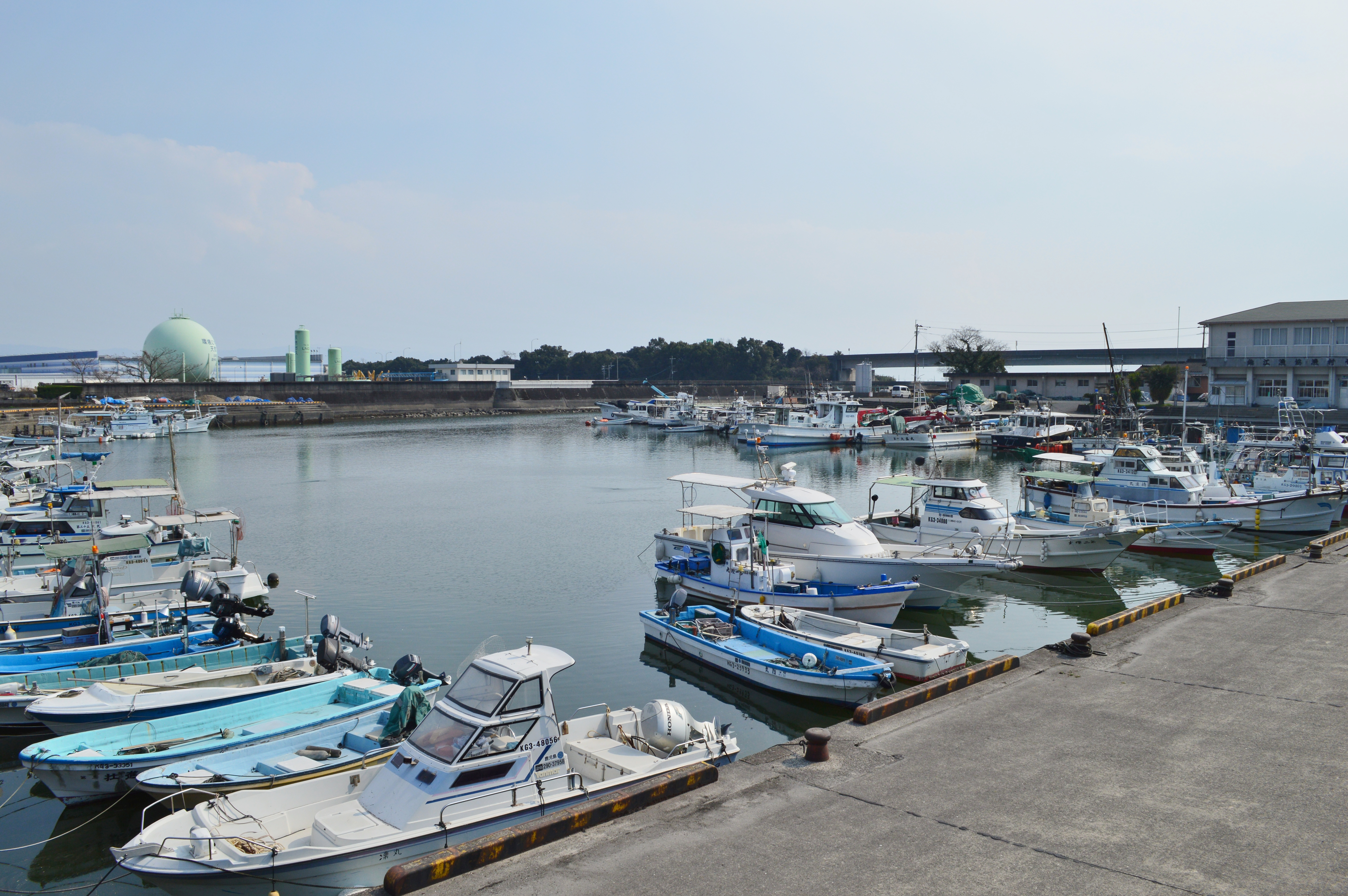
港内
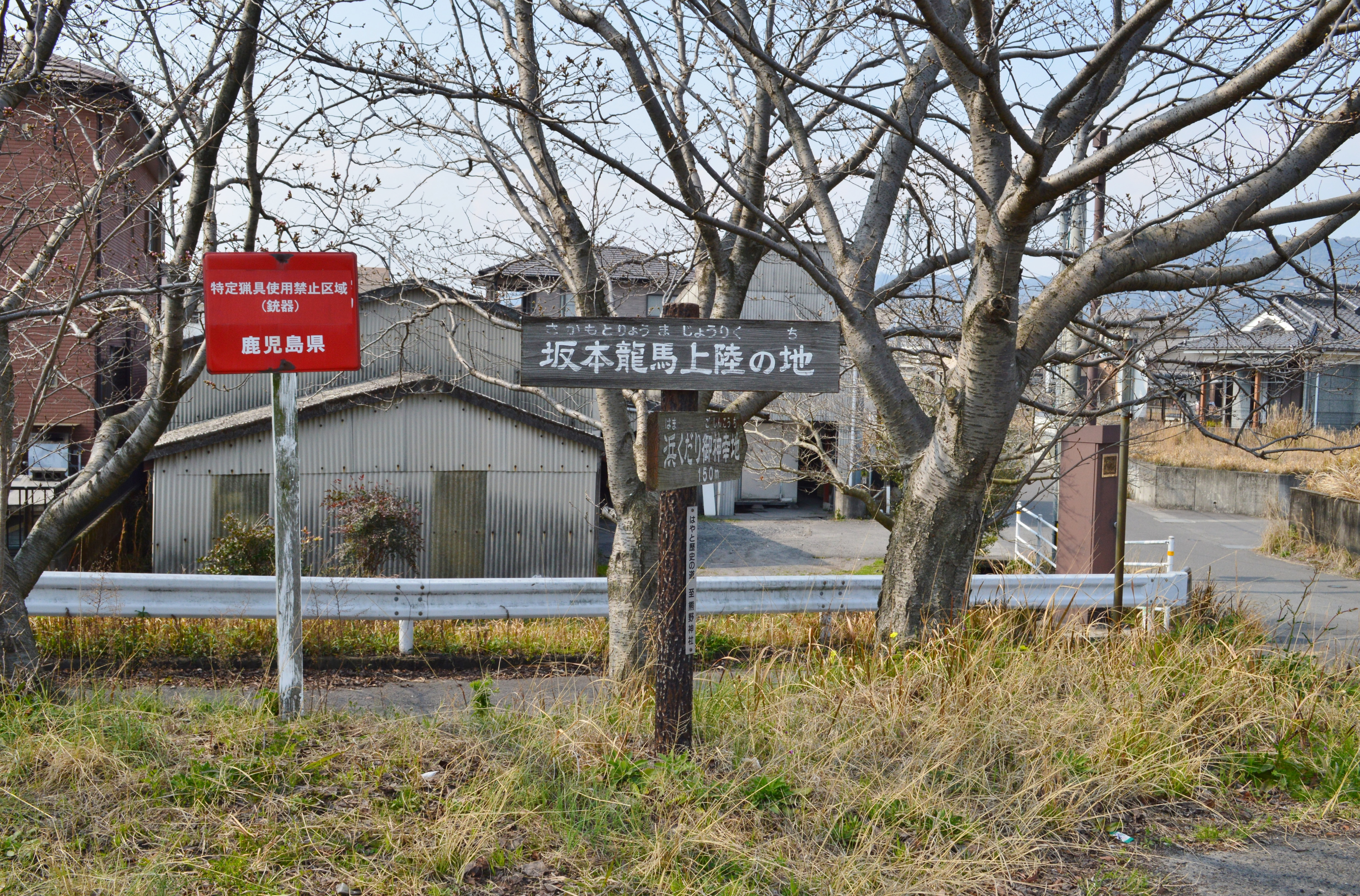
坂本龍馬上陸の地看板